# Fonction digamma

Représentation de la fonction digamma ψ restreinte aux réels.

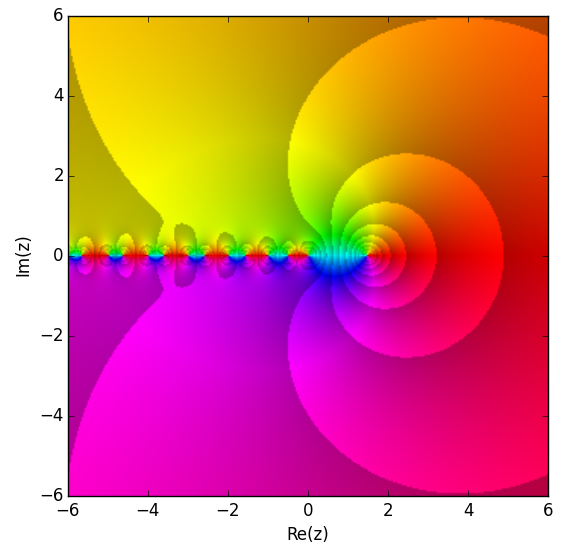
Représentation colorée de la fonction digamma, ψ(z), dans une région rectangulaire du plan complexe.

En mathématiques, la fonction digamma ou fonction psi est définie comme la dérivée logarithmique de la fonction gamma :

## Historique et notations
À la suite des travaux d'Euler sur la fonction gamma, James Stirling a introduit la fonction digamma en 1730, en la notant par Ϝ, la lettre grecque digamma (majuscule)[réf. souhaitée]. Elle fut par la suite étudiée par Legendre, Poisson et Gauss vers 1810 ; la convergence de la série de Stirling pour cette fonction a été démontrée par Stern en 1847. Elle est désormais le plus souvent notée par la lettre ψ (psi minuscule).

## Relation avec les nombres harmoniques
Partant de l'équation fonctionnelle de la fonction gamma, {\displaystyle \Gamma (z+1)=z\Gamma (z)\,}, en dérivant et en divisant par {\displaystyle \Gamma (z+1)}, on obtient {\displaystyle {\frac {\Gamma '(z+1)}{\Gamma (z+1)}}={\frac {\Gamma '(z)}{\Gamma (z)}}+{\frac {1}{z}}}, autrement dit {\displaystyle \psi (z+1)=\psi (z)+{\frac {1}{z}}} (pour tout z non entier négatif). On en déduit par récurrence que, pour tout entier n > 1,
{\displaystyle \psi (n)=\psi (1)+1+{\frac {1}{2}}+\cdots +{\frac {1}{n-1}}=\psi (1)+H_{n-1}},
où Hn est le n-ième nombre harmonique (le calcul de {\displaystyle \psi (1)=-\gamma } sera exposé ci-dessous).
La fonction digamma pourrait ainsi définir une généralisation des nombres harmoniques aux complexes.

## Propriétés
La fonction digamma est une fonction méromorphe définie sur tout le plan complexe privé des entiers négatifs.
La définition de la fonction gamma sous forme intégrale ({\displaystyle \Gamma (z)=\int _{0}^{+\infty }t^{z-1}\,\mathrm {e} ^{-t}\,\mathrm {d} t}) montre que pour tout nombre complexe z de partie réelle strictement positive,
{\displaystyle \psi (z)={\frac {\int _{0}^{\infty }y^{z-1}\ln y\ {\rm {e}}^{-y}~{\rm {d}}y}{\int _{0}^{\infty }y^{z-1}{\rm {e}}^{-y}~{\rm {d}}y}}}.
Ainsi,
{\displaystyle \psi (1)=\int _{0}^{\infty }\ln y\ {\rm {e}}^{-y}~{\rm {d}}y=-\gamma }, où γ = 0,577… est la constante d'Euler-Mascheroni.
Par ailleurs, {\displaystyle \Gamma (z+1)=z\Gamma (z)} donc on a (en dérivant) la relation de « récurrence »
{\displaystyle \psi (z+1)=\psi (z)+{\frac {1}{z}}} ;
en fait, le théorème de Bohr-Mollerup montre que la fonction digamma est la seule solution de l'équation fonctionnelle
{\displaystyle F(x+1)=F(x)+{\frac {1}{x}}}
qui est monotone sur R+ et qui vérifie F(1) = −γ.
On en déduit que la fonction digamma d'un entier n > 0, souvent notée aussi ψ0(n) ou même ψ(0)(n), est reliée aux nombres harmoniques par
{\displaystyle {\frac {\int _{0}^{\infty }y^{n-1}\ln y\ {\rm {e}}^{-y}~{\rm {d}}y}{(n-1)!}}=\psi (n)=H_{n-1}-\gamma }
où {\displaystyle H_{n-1}=1+{\frac {1}{2}}+{\frac {1}{3}}+\cdots +{\frac {1}{n-1}}} est le (n – 1)-ième nombre harmonique.
La fonction digamma satisfait également une formule de réflexion similaire à celle de la fonction Gamma : pour tout nombre complexe z dont la partie réelle est strictement comprise entre 0 et 1,
{\displaystyle \psi (1-z)-\psi (z)=\pi \,\!\cot {\left(\pi z\right)}}.
D'autres représentations par des intégrales existent. Ainsi, si la partie réelle de z est positive, on a :
{\displaystyle \psi (z)=\int _{0}^{\infty }\left({\frac {{\rm {e}}^{-t}}{t}}-{\frac {{\rm {e}}^{-zt}}{1-{\rm {e}}^{-t}}}\right)\,{\rm {d}}t},
qu'on peut aussi écrire 
{\displaystyle \psi (s+1)=-\gamma +\int _{0}^{1}{\frac {1-x^{s}}{1-x}}~{\rm {d}}x}.

## Représentation par des séries
La relation de récurrence permet d'obtenir la formule suivante :
{\displaystyle \psi (z)=-\gamma +\sum _{j=0}^{+\infty }\left({\frac {1}{j+1}}-{\frac {1}{j+z}}\right)=-\gamma -{\frac {1}{z}}+z\sum _{k=1}^{+\infty }{\frac {1}{k(k+z)}}.}
La fonction digamma possède également une représentation en série zêta rationnelle :
{\displaystyle \psi (z+1)=-\gamma -\sum _{k=1}^{\infty }\zeta (k+1)\;(-z)^{k}} (où ζ(n) est la fonction zêta de Riemann),
qui converge pour |z| < 1. Cette série se déduit aisément de la série de Taylor (en 1) de la fonction zêta de Hurwitz.
On déduit de la formule intégrale d'Euler le développement suivant en série de Newton (convergeant pour Re(s) > –1) :
{\displaystyle \psi (s+1)=-\gamma -\sum _{k=1}^{\infty }{\frac {(-1)^{k}}{k}}{s \choose k}}
où {\displaystyle \textstyle {s \choose k}} est un coefficient binomial (généralisé) : {\displaystyle {s \choose k}={\frac {s(s-1)(s-2)\cdots (s-k+1)}{k!}}}.

## Utilisation pour le calcul de sommes de séries
La formule précédente, équivalente à 
{\displaystyle \psi (z+1)=-\gamma +\sum _{n=1}^{\infty }{\frac {z}{n(n+z)}}\qquad z\neq -1,-2,-3,\ldots }
permet d'évaluer des séries de fractions rationnelles de la forme
{\displaystyle \sum _{n=0}^{\infty }u_{n}=\sum _{n=0}^{\infty }{\frac {p(n)}{q(n)}}},
où p(n) et q(n) sont des polynômes en n : décomposant un en éléments simples (lorsque les racines de q sont toutes simples), on obtient
{\displaystyle u_{n}={\frac {p(n)}{q(n)}}=\sum _{k=1}^{m}{\frac {a_{k}}{n+b_{k}}}} ; la série converge si {\displaystyle \lim _{n\to \infty }nu_{n}=0}, et donc si {\displaystyle \sum _{k=1}^{m}a_{k}=0}.
Dans ce cas, 
{\displaystyle {\begin{aligned}\sum _{n=0}^{\infty }u_{n}&=\sum _{n=0}^{\infty }\sum _{k=1}^{m}{\frac {a_{k}}{n+b_{k}}}\\&=\sum _{n=0}^{\infty }\sum _{k=1}^{m}a_{k}\left({\frac {1}{n+b_{k}}}-{\frac {1}{n+1}}\right)\\&=\sum _{k=1}^{m}a_{k}\sum _{n=0}^{\infty }\left({\frac {1}{n+b_{k}}}-{\frac {1}{n+1}}\right)\\&=-\sum _{k=1}^{m}a_{k}\left(\psi (b_{k})+\gamma \right)\\&=-\sum _{k=1}^{m}a_{k}\psi (b_{k}).\end{aligned}}}
En particulier, on obtient 
{\displaystyle \sum _{n=0}^{\infty }{\frac {1}{(n+a)(n+b)}}={\frac {\psi (b)-\psi (a)}{b-a}}},
expression qui, d'après un théorème de Gauss (voir infra), peut être explicitée si a et b sont rationnels ; par exemple, 
{\displaystyle \sum _{n=0}^{\infty }{\frac {1}{(4n+1)(3n+1)}}=\psi (1/3)-\psi (1/4)=3\ln(2/{\sqrt {3}})+\pi /2-\pi {\sqrt {3}}/6}.
Enfin, dans le cas où q admet des racines multiples, un passage à la limite fait apparaître les dérivées de la fonction digamma ; ainsi,
{\displaystyle \sum _{n=0}^{\infty }{\frac {1}{(n+a)^{2}}}=\psi '(a)=\psi _{1}(a)},
où ψ1 est la fonction polygamma d'ordre 1.

## Valeurs spéciales
La fonction digamma a des valeurs exprimables à l'aide des fonctions usuelles et de la constante d'Euler-Mascheroni pour des arguments rationnels, par exemple :
{\displaystyle \psi (1)=-\gamma }
{\displaystyle \psi (2)=H_{1}-\gamma =1-\gamma }
{\displaystyle \psi (3)=H_{2}-\gamma ={\frac {3}{2}}-\gamma }
{\displaystyle \psi (4)=H_{3}-\gamma ={\frac {11}{6}}-\gamma }
{\displaystyle \psi \left({\tfrac {1}{2}}\right)=-2\ln 2-\gamma \,={\frac {1}{\sqrt {\pi }}}\int _{0}^{\infty }y^{-1/2}\ln y\ {\rm {e}}^{-y}~{\rm {d}}y}
{\displaystyle \psi \left({\tfrac {1}{3}}\right)=-{\frac {\pi }{2{\sqrt {3}}}}-{\frac {3}{2}}\ln 3-\gamma },
{\displaystyle \psi \left({\tfrac {1}{4}}\right)=-{\frac {\pi }{2}}-3\ln 2-\gamma }, etc.
De plus, la représentation par une série permet aisément de montrer qu'à l'unité imaginaire, on a
{\displaystyle {\begin{aligned}{\rm {Re}}\left(\psi ({\rm {i}})\right)&=-\gamma -\sum _{n=0}^{\infty }{\frac {n-1}{n^{3}+n^{2}+n+1}},\\{\rm {Im}}\left(\psi ({\rm {i}})\right)&=\sum _{n=0}^{\infty }{\frac {1}{n^{2}+1}}={\frac {1}{2}}+{\frac {\pi }{2}}\coth \pi ,\end{aligned}}}
où coth est la fonction cotangente hyperbolique.

## Un théorème de Gauss
Plus généralement, pour des entiers p et q tels que 0 < p < q, la fonction digamma s'exprime à l'aide de la constante d'Euler et d'un nombre fini de fonctions élémentaires :
{\displaystyle \psi \left({\frac {p}{q}}\right)=-\gamma -\ln(2q)-{\frac {\pi }{2}}\cot \left({\frac {p\pi }{q}}\right)+2\sum _{n=1}^{\left\lfloor {\frac {q-1}{2}}\right\rfloor }\cos \left({\frac {2\pi np}{q}}\right)\ln \left(\sin {\frac {\pi n}{q}}\right)} ;
la relation de récurrence permet d'en déduire sa valeur pour tous les arguments rationnels.